# Windom (Minnesota)
Pour les articles homonymes, voir Windom.
La ville de Windom est le siège du comté de Cottonwood, dans l’État du Minnesota, aux États-Unis. Lors du recensement de 2010, elle comptait 4 446 habitants.
Elle est nommée en l'honneur de l'homme politique William Windom.

## Source
- (en) Cet article est partiellement ou en totalité issu de l’article de Wikipédia en anglais intitulé « Windom, Minnesota » (voir la liste des auteurs).